# Борден, Лора
Ло́ра Бо́рден, леди Бо́рден (англ. Laura Borden, Lady Borden; урождённая Ло́ра Бонд (англ. Laura Bond; 26 ноября 1861 года, Галифакс – 7 сентября 1940 года) — канадский общественный деятель, супруга премьер-министра Канады в 1911—1920 годах Роберта Лэрда Борден.

## Биография

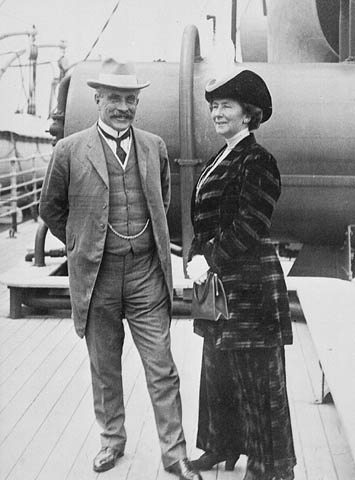
Лора Борден с супругом направляются в Великобританию на борту корабля SS Royal George. 1912 год

Лора Бонд родилась 26 ноября 1861 года в Галифаксе, бывшем в тот момент центром британской колонии Новая Шотландия; в 1867 году последняя вошла в состав новообразованного доминиона Канада в качестве провинции. Отцом Лоры был местный торговец Т. Г. Бонд (англ. T. H. Bond). В 1889 году она вышла замуж за Роберта Бордена; на момент свадьбы он был преуспевающим адвокатом.
Лора Борден активно занималась благотворительностью, была участницей борьбы за права женщин в Канаде. До 1901 года она была председателем Местного совета женщин Галифакса — общественной организации, которая боролась за права женщин в столице Новой Шотландии, одной из первых подобных организаций в Канаде. Также входила в ряд других общественных организаций — в частности была президентом Абердинской ассоциации, вице-президентом Ассоциации женщин по обмену работой в Галифаксе и член-корреспондентом Ассоциированных благотворительных организаций Соединенных Штатов.
Лора Борден умерла в Оттаве в 1940 году. Она похоронена на кладбище Бичвуд рядом с мужем.